# Trichilia tessmannii
Trichilia tessmannii är en tvåhjärtbladig växtart som beskrevs av Hermann August Theodor Harms. Trichilia tessmannii ingår i släktet Trichilia och familjen Meliaceae. Inga underarter finns listade i Catalogue of Life.